# Telesphore Toppo
Telesphore Placidus Toppo, né le 15 octobre 1939 à  Chainpur (en) (province de Bihar, Inde britannique) et mort le 4 octobre 2023 à Ranchi (Jharkhand), est un cardinal indien.
Prêtre du diocèse de Gumla, évêque de Dumka de 1978 à 1984, coadjuteur puis archevêque de Ranchi de 1985 à 2018, il est créé cardinal par Jean-Paul II, le 21 octobre 2003.

## Biographie
Telesphore Placidus Toppo est né le 15 octobre 1939 à  Chainpur (en). Il fait ses études au St. Xavier's College, de Ranchi, puis étudie la théologie catholique à l'université pontificale urbanienne à Rome.

### Carrière dans l'Église catholique

#### Prêtre
Telesphore Toppo est ordonné prêtre catholique le 3 mai 1969 par l'évêque Franz von Streng.

#### Évêque
Nommé évêque de Dumka le 8 juin 1978, Telesphore Toppo est consacré le 7 octobre suivant.
Le 8 novembre 1984, il est nommé archevêque coadjuteur de Ranchi. Il en devient archevêque le 7 août 1985, succédant à Pius Kerketta, démissionnaire. 
Il préside la Conférence des évêques catholiques de l'Inde [CBCI] de 2002 à 2008. 
En 2002, il reçoit le Jharkhand Ratan Award pour le travail social qu'il a accompli dans l'État du Jharkhand.
Il se retire le 24 juin 2018 à l'âge de 78 ans.

#### Cardinal
Telesphore Toppo est créé cardinal par Jean-Paul II lors du consistoire du 21 octobre 2003, avec le titre de cardinal-prêtre du Sacro Cuore di Gesù agonizzante a Vitinia. Il participe aux conclaves de 2005 et de 2013 qui élisent respectivement les papes Benoît XVI et François.
Au sein de la curie romaine, il est membre de la Congrégation pour l'évangélisation des peuples et du Conseil pontifical pour le dialogue inter-religieux.

### Fin de vie et mort
Telesphore Toppo meurt le 4 octobre 2023 à Ranchi (Jharkhand), à l'âge de 83 ans.

## Opinions

### Sur la place de Marie
Le 11 février 2008, Telesphore Toppo a appelé à la proclamation d'un nouveau dogme marial sur Marie, médiatrice des grâces, co-rédemptrice de l'humanité, avec Jésus comme seul et unique médiateur

### Sur l'Eucharistie et la mission
Telesphore Toppo a prononcé un discours sur l'Eucharistie et la mission lors du congrès eucharistique de Québec.